# Helicàon de Règion
Helicàon (grec antic: Ἑλικάων, llatí: Helicaon) fou un filòsof pitagòric natural de Règion.
És esmentat per Iàmblic com un dels filòsofs que van donar a la ciutat les seves lleis i van assajar la utilització dels principis filosòfics en l'administració pública.